# ジョン・ハッセル
ジョン・ハッセル（Jon Hassell、1937年3月22日 - 2021年6月26日）は、1960年代から活躍するアメリカのトランペット奏者であり作曲家である。ミニマリズムや、さまざまなワールドミュージック、そして自身のトランペットを音響信号処理したものからのアイデアを統合した「第四世界 (Fourth World)」という音楽コンセプトを開発したことで最もよく知られている。その概念はブライアン・イーノと1980年にコラボレーションしたアルバム『第四世界の鼓動 (Fourth World, Vol. 1: Possible Musics)』に最初に明確に表現されている。また、シアター・オブ・エターナル・ミュージック、トーキング・ヘッズ、ファラフィーナ、ピーター・ガブリエル、アーニー・ディフランコ、テクノ・アニマル、ライ・クーダーといったアーティストとも仕事をしてきた。

## 略歴
アメリカ合衆国テネシー州メンフィスで生まれで、ニューヨーク州ロチェスターにあるイーストマン音楽学校で修士号を取得した。この間、ヨーロッパのセリエル音楽、特にカールハインツ・シュトックハウゼンの作品に関わったので、イーストマンでの修士後、ケルンのニュー・ミュージック・コース（シュトックハウゼンが創設し監督していた）に2年間、留学して学んだ。ハッセルは1967年にアメリカに戻り、ニューヨーク州バッファローでテリー・ライリーと出会い、1968年にライリーの独創的な作品として知られるアルバム『イン C』で最初の録音を行った。彼はバッファローで音楽学を専攻し、博士号を取得した。そして、ニューヨークで、ラ・モンテ・ヤングの「ドリームハウス」（別名、シアター・オブ・エターナル・ミュージック）に加わり演奏した。
1970年代初頭にバッファローに戻ったとき、ハッセルはキラニック・スタイルで歌うスペシャリストであるインド人、パンディット・プラン・ナートの音楽を紹介された。ハッセル、ヤング、マリアン・ザジーラ（ヤングの妻）、そしてライリーは、一緒にナートと学ぶためにインドへと向かった。ナートとの仕事は、世界の伝統的な音楽に対する彼の欲求を目覚めさせ、アルバム『Vernal Equinox』で、ナートが見せたボーカル・テクニックを模倣するためにトランペットを使用した。
彼は言う：「1973年からそれまでは、トランペットでラーガを奏でることに夢中になっていました。その部屋に入れる器用さが欲しかったし、他の誰にもできないようなことができるようにしたいと思っていました。私の目的は、特定の国やジャンルの音楽であるとして単一の要素を選ぶことができないような横断的な瞬間に垂直統合された音楽を作ることでした」。
1980年に、アルバム『第四世界の鼓動』でブライアン・イーノとコラボレーションした。1981年にリリースされた『マラヤの夢語り - 第四世界 Vol.2』は、ピーター・ガブリエルが主催する第1回ウォーマッド・フェスティバルへの出演に導いた。彼はデヴィッド・シルヴィアンの最初のソロ・アルバム『ブリリアント・トゥリーズ』、そして『シャーマンの言葉』を楽器演奏でフォローアップし、共同で作曲した。1980年代後半、ハッセルはガブリエルのアルバム『パッション』という、マーティン・スコセッシ監督の映画『最後の誘惑』のサウンドトラック・アルバムに参加した。ハッセルとピート・スカテューロは、テレビ番組『ザ・プラクティス ボストン弁護士ファイル』のエレクトロニックなテーマ音楽を作曲している。1989年、ハッセルはティアーズ・フォー・フィアーズのアルバム『シーズ・オブ・ラヴ』に参加した。
ハッセルは2021年6月26日に亡くなった。前年から健康上の問題を抱えていたという。

## スタイル
ハッセルは「世界のエスニックなスタイルと高度なエレクトロニック・テクニックを組み合わせるという特徴を持ち、統一された原始的かつ未来的なサウンド」である彼の作品を説明するために「第四世界」という用語をつくり出した。西洋以外の伝統的な音楽に加えて、ハッセルのスタイルに見受けられる、マイルス・デイヴィスによる電子楽器の導入や、モーダルなハーモニー、そして控えめなリリシズムといった点から、評論家はマイルス・デイヴィスからの影響について注目している。録音でもライブ演奏でも、ハッセルは西洋の楽器（キーボード、ベース、エレクトリックギター、パーカッション）を使って、モーダルで眠りを誘うグルーヴをつくり、その上でナートによるキラニック・ボーカルのような微分音を活用したトランペットによるフレーズを演奏する。

## ディスコグラフィ

### ソロ・アルバム
- Vernal Equinox (1977年)
- Earthquake Island (1978年)
- 『第四世界の鼓動』 - Fourth World, Vol. 1: Possible Musics (1980年) ※with ブライアン・イーノ
- 『マラヤの夢語り - 第四世界 Vol.2』 - Dream Theory in Malaya: Fourth World Volume Two (1981年) ※旧邦題『第四世界／ドリーム・セオリー・イン・マラヤ』
- 『マジック・リアリズム』 - Aka / Darbari / Java: Magic Realism (1983年)
- 『パワー・スポット』 - Power Spot (1986年)
- The Surgeon of the Nightsky Restores Dead Things by the Power of Sound (1987年)
- 『フラッシュ・オヴ・ザ・スピリット』 - Flash of the Spirit (1988年) ※with ファラフィーナ
- 『シティ:ワークス・オブ・フィクション』 - City: Works of Fiction (1990年)
- 『ヴォイスプリント』 - Voiceprint (1990年) ※EP。with 808ステイト
- Dressing for Pleasure (1994年) ※with Bluescreen
- Personals (1994年) ※EP。with Bluescreen
- Sulla Strada (1995年) ※with I Magazzini
- Lurch - Nederlands Danstheater II (1996年) ※EP。with Bluescreen
- The Vertical Collection (1997年) ※with Peter Freeman (Bluescreen Project)
- Fascinoma (1999年)
- Hollow Bamboo (2000年) ※with ライ・クーダー、Ronu Majumdar
- Magic Realism, Vol. 2: Maarifa Street (2005年)
- Last Night the Moon Came Dropping Its Clothes in the Street (2009年)
- Listening To Pictures (Pentimento Volume One)  (2018年)
- Seeing Through Sound (Pentimento Volume Two) (2020年)

### 参加アルバム
- ラ・モンテ・ヤング & マリアン・ザジーラ : Dream House 78' 17" (1974年)
- トーキング・ヘッズ : 『リメイン・イン・ライト』 - Remain in Light (1980年)
- ブライアン・イーノ : 『アンビエント4／オン・ランド』 - Ambient 4: On Land (1982年)
- デヴィッド・シルヴィアン : 『ブリリアント・トゥリーズ』 - Brilliant Trees (1984年)
- ピーター・ガブリエル : 『バーディー オリジナル・サウンドトラック』 - Birdy (1985年)
- デヴィッド・シルヴィアン : 『錬金術』 - Alchemy: An Index of Possibilities (1985年)
- デヴィッド・シルヴィアン : 『シャーマンの言葉』 - Words With The Shaman (1985年) ※EP。with スティーヴ・ジャンセン、ホルガー・チューカイ
- ロイド・コールアンド・ザ・コモーションズ : 『メインストリーム』 - Mainstream (1987年)
- アリーチェ : 『雨の中の太陽』 - Il sole nella pioggia (1989年)
- ピーター・ガブリエル : 『パッション』 - Passion (1989年)
- ティアーズ・フォー・フィアーズ : 『シーズ・オブ・ラヴ』 - The Seeds of Love (1989年)
- スティーナ・ノルデンスタム : 『瞳の中で…』 - And She Closed Her Eyes (1994年)
- テクノ・アニマル : Re-Entry (1995年)
- k.d.ラング : 『DRAG/ドラッグ』 - Drag (1997年)
- ホリー・コール : 『ダーク・ディア・ハート』 - Dark Dear Heart (1997年)
- Mandalay : Empathy (1998年)
- アーニー・ディフランコ : 『リトル・プラスティック・キャッスル』 - Little Plastic Castle (1998年)
- k.d.ラング : 『インヴィンシブル・サマー』 - Invincible Summer (2000年)
- Mandalay : Instinct (2000年)
- アーニー・ディフランコ : 『レヴェリング/レコニング』 - Revelling/Reckoning (2001年)
- フル・フル : 『ディテイルズ』 - Details (2002年)
- ライ・クーダー : 『チャヴェス・ラヴィーン』 - Chávez Ravine (2005年)
- ライ・クーダー : 『マイ・ネーム・イズ・バディ』 - My Name Is Buddy (2007年)
- アーニー・ディフランコ : Red Letter Year (2008年)
- k.d.ラング : Watershed (2008年)
- ライ・クーダー : 『アイ・フラットヘッド』 - I, Flathead (2008年)
- ヨン・バルケ : Siwan (2009年)

## 書誌
- Mark Prendergast, The Ambient Century. New York and London, Bloomsbury Publishing, 2000, ISBN 978-0747557326
- Jon Hassell, program notes from Vernal Equinox. Lovely Music, LML 1021, 1977.

## 参考
- デヴィッド・シルヴィアン
- トーキング・ヘッズ